# Sachsenbrunnen
Koordinaten: 51° 52′ 7,4″ N, 10° 34′ 42,6″ O
Der Sachsenbrunnen im Harz ist eine gefasste Wasserquelle nahe der Säperstelle bei Bad Harzburg im Landkreis Goslar in Niedersachsen.

## Geographische Lage
Der Sachsenbrunnen befindet sich im Oberharz an der Grenze des Naturparks Harz im Westen zum Nationalpark Harz im Osten. Etwa 1,6 km (Luftlinie) südlich des Kurortes Bad Harzburg steht er im Wald an einer am Kaiserweg gelegenen Wegkreuzung (491,8 m ü. NN), die südöstlich unterhalb vom nahen Gipfel des Sachsenbergs (ca. 546 m ü. NN) liegt.

## Geschichtliches
Vom Sachsenbrunnen wurde im Mittelalter und der frühen Neuzeit Trinkwasser durch zahlreiche Tonröhren zur Harzburg geleitet, die etwa 800 m (Luftlinie) nordwestlich der an der Säperstelle befindlichen Wegkreuzung liegt.

## Wandern
Nahe dem Sachsenbrunnen befand sich an der Bernhard Everling Hütte bis 2016 die Stempelstelle Nr. 121 der Harzer Wandernadel. Von der dortigen Wegkreuzung kann man beispielsweise zum Großen Burgberg mit der Harzburg, zum Brocken, zur Eckertalsperre, zur Rabenklippe mit dem Luchsgehege, zum Kreuz des Deutschen Ostens, zum Scharfenstein oder nach Torfhaus wandern.